# 哭泣的男人
是一部于2021年上映的美国新西部剧情片，由克林·伊斯威特任制片人、导演、主演。影片改编自N·理查德·纳什2000年去世前，与尼克·申克共同创作的1975年同名小说。影片讲述伊斯特伍德饰演的前牛仔竞技巨星受雇于别人，前去墨西哥将一名年轻的男人带回给他在美国的父亲。演出阵容还包括德怀特·尤卡姆、娜塔莉亚·特拉文、奥拉西奥·加西亚·罗哈斯和费尔南达·乌雷霍拉。
影片起源于原著小说最初由德拉科特出版社的时候。自那时候起，多位就主演的演出工作参与洽谈，包括罗伊·谢德、伯特·蘭卡斯特和皮尔斯·布鲁斯南。2003年，影片正式公开，阿尔伯特·S·拉迪担任制片人，阿诺·施瓦辛格出演主角，但由于施瓦辛格要出任加利福尼亚州州长，拍摄工作需要推迟，最终制片工作因丑闻于2011年取消。
2020年10月11日，消息指伊斯特伍德将出任影片导演、制片人和主演，拉迪与丹尼尔·格罗德尼克、杰西卡·梅尔和蒂姆·摩尔共同出任制片人。影片于2019冠状病毒病疫情期间在新墨西哥州拍摄，同年12月宣告杀青。影片由华纳兄弟影业在2021年9月17日美國上映，同时在流媒体平台HBO Max上线一个月。

## 剧情
1979年，德克萨斯州牛仔竞技明星麦克·米洛背部严重负伤，宣告退役。次年，前老板霍华·波尔克请他到墨西哥城找13岁的儿子拉福。米洛来到墨西哥，遇到拉福的母亲蕾塔。蕾塔说拉福已经踏上犯罪生涯，整天拿一只名叫马乔（Macho）的公鸡去斗鸡。没过多久，迈克在斗鸡比赛中找到拉福，那场比赛被警方突袭行动干扰。警方离去后，迈克让拉福去找父亲，拉福一直想看父亲的牧场到底在做什麼生意，同意和麦克一起去，开始收拾行囊。
喝醉酒的蕾塔要拉福留在墨西哥陪她，不许他走。麦克离开后，蕾塔派手下跟踪他。麦克一个人开卡车回德州，途中发现拉福早已藏进卡里。拉福偷走麦克钱包，说想和父亲一起生活，麦克听罢，把他载到边境处。路上，两人分享自己的故事，拉福谈起蕾塔手下欺负他的过往，又聊起当“男子汉”的意义。
来到餐厅，麦克通过电话通知霍华德找到拉福的事。蕾塔手下奥雷利奥想在餐厅外面强行带走拉福，还跟周围的人说麦克绑架了拉福。拉福跟周围人解释，却遭到奥雷里奥一顿暴打。麦克和拉福离开后，发现车子被人偷了，还好没过多久就找到一辆能用的废车。两人察觉到警方正在搜捕，便来到在咖啡馆找玛塔，对方同意让他们过夜。第二天，麦克发现拉福和玛塔成了好朋友，把真相告诉她。
麦克在路途中跟拉福说老婆孩子车祸去世的事情。第二天早上，玛莎在神庙找到两个人，给他们送来早餐。两人发现车子正在漏油，只好弃车。路过一处牧场的时候，麦克教拉福骑马，流露出对动物的喜爱之情。两人回到玛塔的咖啡馆，和她的家人共度时光，时不时也会去牧场看看。此时霍华德想到麦克在墨西哥待了两个礼拜，心急如焚之下打电话给麦克找人。
几天后，两人跟玛塔道别，开着新车，踏上前往边境的最终旅程。路上，在一辆巡逻车的跟踪下，两人停下车。麦克告诉拉福，霍华德在电话里跟他说，之所以想见拉福，只是因为想在法庭上争夺蕾塔的钱。拉福听完很生气，下车离去，结果被警方发现，准备搜他们的车，但是什么都没找到。两人继续路程，迈克跟拉福说“男子气慨”其实没有别人想象的那么重要，鼓励他为自己的人生做决定，而拉福还是想和父亲生活。奥雷利奥发现两人，把他们撞下大路，用枪指着他们。这时马乔扑到他身上，迈克顺势偷走他的枪，开走他的车，和拉福继续前往边境。离别的时候，拉福将马乔送给迈克，之后便和父亲重聚。迈克则留在墨西哥，回去找玛塔。

## 阵容
- 克林·伊斯威特 饰 麥克·米洛（Mike Milo）
- 德怀特·尤卡姆（英语：Dwight Yoakam） 饰 霍華·波爾克（Howard Polk）
- 爱德华多·米内特（Eduardo Minett） 饰 拉斐爾·“拉福”·波爾克（Rafael "Rafo" Polk）
- 娜塔莉亚·特拉文（Natalia Traven） 饰 瑪塔（Marta）
- 奥拉西奥·加西亚·罗哈斯（Horacio Garcia Rojas） 饰 奧雷利奧（Aurelio）
- 费尔南达·乌雷霍拉（英语：Fernanda Urrejola） 饰 蕾塔（Leta）
- 亚历山德拉·鲁迪（Alexandra Ruddy） 饰 嬉皮女孩
- 安娜·雷伊（Ana Rey）饰 塞诺拉·雷耶斯（Senora Reyes）
- 保罗·林肯·阿拉约（Paul Lincoln Alayo） 饰 佩雷斯中士（Sergeant Perez）

## 背景
小说《哭泣的男人》由N·理查德·纳什创作，1975年6月11日由德拉科特出版社。原型是一部剧本，但被二十世纪福斯拒绝了两次，促使纳什最终改成小说，尽管他于2000年去世前多次希望出售剧本。自那时起，多位演员就出演主角的事宜进行洽谈，包括罗伊·谢德、伯特·蘭卡斯特和皮尔斯·布鲁斯南和阿诺·施瓦辛格。
1998年，伊斯特伍德透露自己想将这部小说改成电影，但最终放弃计划，在《賭彩黑名單》中再度出演骯髒哈利一角。1991年，影片曾在墨西哥拍摄，罗伊·谢德担任主角，但摄制工作从未完成。
2003年，创新艺人经纪公司与施瓦辛格接洽两个项目，一个是科幻片《西部世界》的重制作品，另一个是计划出演主角的独立电影，后者应为纳什编剧的改编电影。由于施瓦辛格要出任加利福尼亚州州长，《哭泣的男人》计划被自1975年起便打算改编小说的制片人阿尔·拉迪搁置。2011年4月29日，施瓦辛格表示辞任州长后拍摄的首部电影会是《哭泣的男人》改编电影，影片将在新墨西哥州拍摄，布拉德·福尔曼将担任导演。然而，施瓦辛格与玛丽亚·施赖弗离婚后不久，计划暂停，当时有传闻指施瓦辛格10多年前与在他家工作的一位员工有染，有一位私生子。
2020年10月2日，消息指伊斯特伍德将担任小说改编电影的导演和主演，影片由华纳兄弟影业发行，纳什和尼克·申克编剧，是申克继《驅·逐》（2008）和《賭命運轉手》（2018）后，第三次与伊斯特伍德合作。另有消息称伊斯特伍德会以马尔帕索制作公司的名义，与拉迪、丹尼尔·格罗德尼克、杰西卡·梅尔、蒂姆·摩尔和克林特·伊斯特伍德一道担任制片人。

## 制作
2020年10月，消息指克林特·伊斯特伍德担任影片导演和制片人，同时担任主角。主体拍摄于2020年11月4日新墨西哥州阿布奎基开始，11月16日移师至索科羅縣进行，11月30日结束在美国的拍摄。
2020年12月，消息指新墨西哥州贝伦获选为拍摄地，蒙塔尼奥家庭餐厅（Montaño's Family Restaurant）在片中改造成咖啡馆。受2019冠状病毒病疫情影响，制作团队在拍摄时遵循安全协议，包括保持社交距离、佩戴口罩、每天做病毒检测。影片于2020年12月15日杀青，提前一天结束。报道指爱德华多·米内特与伊斯特伍德有对手戏，德怀特·尤卡姆、娜塔莉亚·特拉文和奥拉西奥·加西亚·罗哈斯任配角。2021年3月，新墨西哥州电影工作室确认影片于去年12月完成制作，取景地还包括贝纳利洛县、桑多瓦爾縣、謝拉縣和巴倫西亞縣。另外，消息指项目共出动250名剧组人员、10名配角及600多位新墨西哥州当地的临时演员，亚历山德拉·鲁迪、安娜·雷伊和保罗·林肯·阿拉约也有出演。原声带专辑于2021年9月10日由WaterTower Music发行，收录由本片作曲马克·曼西纳谱曲、威尔·班尼斯特（Will Banister）演唱歌曲《Find a New Home》。

## 发行
影片定于2021年9月17日在美国上映，由华纳兄弟影业负责发行，在流媒体平台HBO Max同步上线一个月。影片原本计划在10月22日上映，与埃德加·赖特导演作品《迷離夜蘇活》及韦斯·安德森电影《法蘭西快報》同日上映，但后来被华纳方面改档，原档期上映《沙丘》和《紐華克聖人》。改档后的上映日期与派拉蒙影业的《大红狗克里弗》及开路影业的《高玩殺手》重叠。影片于2021年10月30日作为第33届东京国际电影节开幕放映。2021年11月5日以数字形式发行，2021年12月7日发行4K蓝光、蓝光和DVD。
影片预告片连同剧照及剧院发行海报于2021年8月5日公布。

## 反响

### 票房
截至2021年10月25日，影片在美国和加拿大收获1020万美元票房，在海外收获140万美元票房，全球票房共计1160万美元。
影片于2021年9月17日与《高玩殺手》在3967家影院公映。《综艺》杂志与《The Wrap》的票房分析师估计上映首周末票房为500到1000万美元。Boxoffice Pro预计北美地区的开盘票房为100到500万美元，总票房预计在200到1500万美元。分析师也预测年长的男性观众群体更愿意为HBO Max平台流媒体观看这部影片，而不是去电影院，除非影片获得不俗的口碑，其中Comscore分析师保罗·德加拉贝迪安（Paul Dergarabedian）认为影片再一次测试了有独特风格的混合发行模式，在影院发行模式总体上更适合票房号召力更大的大片的时候，考虑到目标观众群体还是不愿意去电影院观看电影，而选择在HBO Max平台发行，想着这个平台能给予极大的推动力。
影片首日票房160万美元，次日170万美元，第三日120万美元，首周末440万美元，平均每间影院票房为1115美元。上映第三周及第六周票房成绩落后于《尚氣與十環傳奇》和《脫稿玩家》，位列票房榜第三位。从观众分布层面上看，79%的观众年龄在35岁以上，51%为女性，66%为白种人，14%为拉丁裔，8%为黑人，12%为亚裔及其他种族。分析机构EntTelligence指出，年长的顾客会在中午时分到影院观看这部电影，88%观众在晚上8点前观影。另外，优先场平均票价为10.77美元，比《蓝色海湾》和《神聖電視台》小规模上映时13美元的平均票价要低。《综艺》杂志认为影片惨淡的票房成绩，与华纳兄弟影业在2019冠状病毒病疫情期间发行的《追忆迷局》和《疾厄》的成绩相似。Samba TV搜集300万户家庭观看影片至少5分钟的纪录，发现影片在HBO Max上线前三天，被69.3万户家庭播放，收视人数与《紐約高地》持平。网络观众年龄普遍在65岁以上，35%是西班牙裔。上映后第二个周末，影片在4022家影院收获210万美元票房，同比下降52%，位列第五。
全球方面，影片上映首周末票房在585家影院取得约35万美元的票房，次周末在18个海外市场取得41.4万美元票房。

### 专业评价
汇总媒体烂番茄收录141条评论，打出60%的新鲜度，平均得分5.8/10。网站共识写道：“《哭泣的男人》证明克林特·伊斯特伍德仍是算盘打得响亮的电影制作人，在银幕上永葆魅力形象，但就不太适合这个项目。”Metacritic收录39条评论，打出59/100的平均分，表示“褒贬不一或口碑平平”。影院评分观众评价得分为B（评级范围为A+到F），PostTrak观众好评率73%。
影片的几个方面收到一边倒的好评，包括感情基调、主题及处理手法。《综艺》杂志的欧文·格莱伯曼赞扬伊斯特伍德的导演工作，认为影片用“无害、善意的方式”维持剧情的简单性，避免提高风险。RogerEbert.com的格伦·肯尼打出3/4星评分，赞扬影片的摄影及第二幕戏份，认为这一幕用唯美的镜头及不紧不慢的画面呈现小事件，简单真诚地展现生活价值所在，不多也不少，存在得很合理。《纽约时报》的A·O·斯科特觉得影片让人很上头，没有去证明很多东西，点到为止，赞扬影片的配乐和场景，表示如果伊斯特伍德这样的老者开车兜风，我的建议是上车享受这段旅程。
相比之下，尼克·申克的剧本遭遇如潮差评，其中有线电视新闻网的布赖恩·洛瑞（Brian Lowry）和《旧金山纪事报》的G·艾伦·约翰逊（G. Allen Johnson）认为剧情“疲弱”。《好莱坞报道者》的大卫·罗尼（David Ronney）给出中肯的评价，认为影片让伊斯特伍德扮演的麦克·米洛亲自说明一段相互理解的关系如何逐渐发展，而不是由观众观察发展。《洛杉矶时报》的贾斯汀·张认为影片对大男子主义主题的展现得到主角表演大力支持，但认为剧情老生常谈，有点像《老爷车》和《骡子》。《卫报》的本杰明·李（Benjamin Lee）打出2/4星评价，认为无聊的戏份一幕接一幕，没有有趣的台词，没有感人的时刻，没有悬而未决的冲突，什么都没有。《纽约客》的理查德·布罗迪认为影片所展现的冒险历程令人振奋，通过解释狭隘、准奇迹般的逃脱，针对不可信之事给出特别建议，塑造了充满怀旧风格的传奇色彩。
影评人对伊斯特伍德的形象也有正反两种的评价。Vulture的比奇·埃比里认为观众会因为伊斯特伍德的电影作品而欣赏他的演绎。他表示，影片没有一直都拍得很棒，但在需要拍出效果的地方没有掉链子，这对影片的演出阵容来说也是这样。观众在看迈克的时候，不会意识到是91岁高龄的伊斯特伍德在演，但他昔日光辉已被风化侵蚀，不太那么的经久不衰了。电影的永恒性困扰着这位牛仔。《大西洋》的大卫·辛斯（David Sims）赞赏伊斯特伍德的魅力，认为他用这部电影展现自己的职业生涯。他认为这位演员“有话直说，对自己职业生涯投下恶意目光之余，讲述一个还有很多要学的男人的故事”。《纽约观察家报》的奥利弗·琼斯（Oliver Jones）对此不太认同，认为影片会让观众失望，让他们怀念起过去。